# 1409 w literaturze
Wydarzenia literackie w 1409 roku.

## Urodzili się
- Gregorio Correr, włoski humanista i dramaturg (zm. 1464)
- Liu Jue, chiński poeta (zm. 1472)
- René I Andegaweński, francuski mecenas sztuki i poeta (zm. 1480)

## Zmarli
- Francesc Eiximenis, kataloński pisarz (ur. między 1330 a 1335)
- Grzegorz z Tatewu, armeński teolog (ur. 1346)
- Gwon Geun, koreański filozof (ur. 1352)
- Wigand z Marburga, niemiecki kronikarz (ur. ok. 1365)